# Jermall Charlo
Jermall Charlo (Richmond, Texas, Estados Unidos, 19 de mayo de 1990) es un boxeador estadounidense. Actualmente es el campeón interino del peso mediano del WBC. A partir de agosto de 2018, Jermall es clasificado como el cuarto mejor peso mediano activo del mundo por la TBRB y BoxRec, y el quinto por la revista The Ring.

## Carrera profesional

### Peso mediano
Charlo oficialmente dejó vacante su título superwélter de la FIB el 16 de febrero de 2017 para pasar al peso mediano. Charlo quería unificar la división superwélter, pero no había campeones disponibles. En ese momento, el gemelo Jermell, a quien Jermall había jurado no pelear, poseía el título del CMB. También declaró después de la pelea con Williams que había estado peleando para ganar peso. Charlo dijo en ESPN: "O iba a ser una gran pelea para mí con 154 libras, como contra Miguel Cotto o Canelo Álvarez, algo así o mejor", El 11 de marzo, el WBC clasificó a Charlo como el número 2. por delante de David Lemieux y Curtis Stevens, que se ubicaron en el puesto 3 y 4 respectivamente. La FIB le clasificó a Charlo en el ranking número 3. En marzo de 2017, ESPN Deportes informó que se haría un anuncio para que Charlo pelee contra el campeón número 1 del CMB, el boxeador argentino Jorge Sebastián Heiland en una eliminatoria final.

#### Charlo vs. Centeno
El 21 de noviembre de 2017, el CMB anunció que Charlo tendría la oportunidad de reclamar el título interino del peso mediano del CMB contra Hugo Centeno (26-1, 14 KOs). El presidente del CMB, Maurcio Sulaiman, explicó que la razón de esto se debe a que el título completo del CMB está bloqueado en una posible revancha entre Golovkin y Álvarez. Una posible fecha en enero de 2018 se estaba discutiendo en ese momento. Debido a que no se realizaron negociaciones, el 2 de enero de 2018 Sulaiman ordenó la pelea y confirmó que sería sancionada por el WBC para el campeonato interino. El 23 de enero, la pelea se hizo oficial para llevarse a cabo en la cartelera de la defensa del título del CMB de Deontay Wilder contra Luis Ortiz el 3 de marzo en el Barclays Center. El 23 de febrero, la pelea se aplazó después de que Centeno se lastimara las costillas en el entrenamiento. La pelea fue reprogramada rápidamente para llevarse a cabo el 21 de abril en la cartelera previa a Adrien Broner vs. Jessie Vargas. En la noche de la pelea, frente a 13,964 asistentes, Charlo ganó el vacante título interino de peso medio del CMB después de noquear a Centeno en el segundo asalto. La caída se produjo cuando Charlo conectó un gancho de izquierda a la cabeza seguido por una mano derecha. La pelea fue detenida de inmediato por el árbitro Steve Willis. El tiempo oficial de detención ha sido a los 0:55 de la ronda 2. Charlo pasó la primera ronda acechando a Centeno, que se mostraba reacio a intercambiar. Después de la pelea, Charlo dijo: "Soy un bicampeón del mundo. ¡Adelante Triple G! ¡Quiero esa pelea! Las redes (HBO y Showtime) y los equipos pueden descubrir cómo hacer la pelea Triple G. Tengo el mejor manager (Al Haymon) en el mundo. Tengo 27-0 con 21 nocauts. Todo el mundo lo ve. ¿Qué más puedo decir? " CompuBox Stats mostró que Charlo conectó 12 de 35 golpes lanzados (34%) y Centeno conectó 10 de sus 31 lanzados (32%). Charlo ganó $500,000 en el bolso, mientras que Centeno $235,000.

## Récord profesional
| 32 Ganadas (22 KOs), 0 Derrotas |        |                         |      |              |            |                                                           |                                                                                         |
| Res.                            | Record | Oponente                | Tipo | Rd., Tiempo  | Fecha      | Localidad                                                 | Notas                                                                                   |
| G                               | 32–0   | Juan Macias Montiel     | UD   | 12           | 19/06/2021 | Toyota Center, Houston                                    | Retiene el título de la WBC del peso mediano. Y Gana el título WBC Versión "Juneteenth" |
| G                               | 31–0   | Sergiy Derevyanchenko   | UD   | 12           | 26/09/2020 | Mohegan Sun Casino, Uncasville                            | Retiene el título de la WBC del peso mediano                                            |
| G                               | 30–0   | Dennis Hogan            | TKO  | 7 (12), 0:28 | 07/12/2019 | Barclays Center, Brooklyn                                 | Retiene el título de la WBC del peso mediano                                            |
| G                               | 29–0   | Brandon Adams           | UD   | 12           | 29/06/2019 | NRG Arena, Houston, Texas                                 | Retiene el título de la WBC del peso mediano                                            |
| G                               | 28–0   | Matt Korobov            | UD   | 12           | 22/12/2018 | Barclays Center, Brooklyn                                 | Retiene el título interino de la WBC del peso mediano                                   |
| G                               | 27–0   | Hugo Centeno Jr.        | KO   | 2 (12), 0:55 | 21/04/2018 | Barclays Center, New York City, New York                  | Gana el título interino vacante de la WBC del peso mediano                              |
| G                               | 26–0   | Jorge Sebastián Heiland | TKO  | 4 (12), 2:13 | 29/07/2017 | Barclays Center, New York City, New York                  |                                                                                         |
| G                               | 25–0   | Julian Williams         | KO   | 5 (12), 2:06 | 10/12/2016 | Galen Center, Los Ángeles, California                     | Retiene el título mundial de la IBF del peso superwélter                                |
| G                               | 24–0   | Austin Trout            | UD   | 12           | 21/05/2016 | The Cosmopolitan of Las Vegas, Paradise, Nevada           | Retiene el título mundial de la IBF del peso superwélter                                |
| G                               | 23–0   | Wilky Campfort          | TKO  | 4 (12), 1:16 | 28/11/2015 | The Bomb Factory, Dallas, Texas                           | Retiene el título mundial de la IBF del peso superwélter                                |
| G                               | 22–0   | Cornelius Bundrage      | KO   | 3 (12), 2:33 | 12/09/2015 | Foxwoods Resort Casino, Ledyard, Connecticut              | Gana el título mundial de la IBF del peso superwélter                                   |
| G                               | 21–0   | Michael Finney          | UD   | 10           | 28/03/2015 | Pearl Concert Theater, Paradise, Nevada                   |                                                                                         |
| G                               | 20–0   | Lenny Bottai            | KO   | 3 (12), 0:38 | 13/12/2014 | MGM Grand Garden Arena, Paradise, Nevada                  |                                                                                         |
| G                               | 19–0   | Norberto González       | TKO  | 7 (8), 1:23  | 11/09/2014 | The Joint, Paradise, Nevada                               |                                                                                         |
| G                               | 18–0   | Héctor Munoz            | RTD  | 4 (10) 3:00  | 26/04/2014 | StubHub Center , Carson, California                       |                                                                                         |
| G                               | 17–0   | Joseph De los Santos    | KO   | 5 (8), 0:29  | 13/12/2013 | Fantasy Springs Resort Casino, Indio, California          |                                                                                         |
| G                               | 16–0   | Rogelio De la Torre     | TKO  | 7 (8), 1:50  | 12/09/2013 | MGM Grand Premier Ballroom, Paradise, Nevada              |                                                                                         |
| G                               | 15–0   | Antwone Smith           | KO   | 2 (10), 2:23 | 09/08/2013 | Fantasy Springs Resort Casino, Indio, California          |                                                                                         |
| G                               | 14–0   | Luis Hernández          | TKO  | 2 (6), 2:26  | 01/06/2013 | BB&T Center, Sunrise, Florida                             |                                                                                         |
| G                               | 13–0   | Orlando Lora            | RTD  | 5 (8), 0:10  | 20/04/2013 | Alamodome, San Antonio, Texas                             |                                                                                         |
| G                               | 12–0   | Gilbert Venegas         | KO   | 3 (8), 1:24  | 02/03/2013 | Our Lady of the Lake University Gym, San Antonio, Texas   |                                                                                         |
| G                               | 11–0   | Josh Williams           | RTD  | 5 (8) 3:00   | 26/01/2013 | The Joint, Paradise, Nevada                               |                                                                                         |
| G                               | 10–0   | Edgar Pérez             | RTD  | 4 (8) 3:00   | 08/12/2012 | Business Expo Center, Anaheim, California                 |                                                                                         |
| G                               | 9–0    | Sean Rawley Wilson      | TKO  | 5 (6), 2:21  | 24/03/2012 | Reliant Arena, Houston, Texas                             |                                                                                         |
| G                               | 8–0    | Eric Draper             | KO   | 1 (6), 1:32  | 23/09/2011 | Hard Rock Live, Hollywood, Florida                        |                                                                                         |
| G                               | 7–0    | Deon Nash               | RTD  | 2 (4), 0:10  | 28/08/2010 | Moody Gardens, Galveston, Texas                           |                                                                                         |
| G                               | 6–0    | Carlos García           | UD   | 4            | 24/10/2009 | Roberto Clemente Coliseum, San Juan, Puerto Rico          |                                                                                         |
| G                               | 5–0    | Deon Nash               | UD   | 6            | 11/07/2009 | San Miguel Arena, Houston, Texas                          |                                                                                         |
| G                               | 4–0    | Terrell Davis           | TKO  | 2 (4), 2:07  | 06/06/2009 | Convention Center, Washington D. C.                       |                                                                                         |
| G                               | 3–0    | Anthony Bowman          | UD   | 4            | 25/04/2009 | Fitzgeralds Casino and Hotel, Tunica Resorts, Mississippi |                                                                                         |
| G                               | 2–0    | Mario Hernández         | UD   | 4            | 10/10/2008 | Desert Diamond Casino, Tucson, Arizona                    |                                                                                         |
| G                               | 1–0    | Cimarron Davis          | TKO  | 2 (4), 0:47  | 12/08/2008 | Quick Trip Ballpark, Grand Prairie, Texas                 |                                                                                         |